# Yves Guellec
Yves Guellec, né le 26 juin 1913 à Ploaré-Douarnenez, est un sous-officier des Forces françaises libres pendant la Seconde Guerre mondiale, Compagnon de la Libération, tué le 19 novembre 1944 au col de Lafrimbolle lors de la libération de la Moselle.

## Biographie
Engagé volontaire dans la Cavalerie en 1932, Yves Guellec est affecté au Moyen-Orient lorsque débute la Seconde Guerre mondiale. C'est au Liban qu'il décide de rallier la France libre. Il s'engage le 31 mars 1941 dans les Forces françaises libres.
Affecté dans les Spahis, il participe successivement à la campagne de Syrie, à celle de Libye, à celle de Tunisie, au débarquement, à la campagne de Normandie, à la libération de Paris, à la campagne des Vosges. 
Yves Guellec est mort le 19 novembre 1944, tué en participant à l'assaut au col de Lafrimbolle en Moselle. Il est Compagnon de la Libération à titre posthume, en juillet 1945.

## Distinctions
- Chevalier de la Légion d'honneur.
- Compagnon de la Libération à titre posthume par décret du 7 juillet 1945[2].
- Médaille militaire.
- Croix de guerre 1939–1945, trois citations.
- Médaille de la Résistance française par décret du 31 mars 1947[3].
- Médaille commémorative de Syrie-Cilicie.
- Médaille commémorative des services volontaires dans la France libre.